# عبير عادل
عبير عادل (10 يناير 1969 -)، ممثلة مصرية. بزرت في تسعنينات القرن العشرين.

## من أعمالها
- 1. ميني سات
- سيت كوم 2011
- 2. نونة المأذونة
- مسلسل 2011
- 3. القطة العميا
- مسلسل 2010 فايزة
- 4. قاتل بلا أجر
- مسلسل 2009
- 5. حلزونى
- مسلسل إذاعي 2008
- 6. كافيه تشينو
- سيت كوم 2008 بسنت - أخت خالد
- 7. طيارة ورق
- مسلسل 2008
- 8. قمر
- مسلسل 2008
- 9. المهنة طبيب
- مسلسل 2004
- 10. القضاء في الإسلام ج9
- مسلسل 2003
- 11. حرس سلاح
- مسلسل 2002
- 12. هارون الرشيد
- مسلسل 1997 عتبة
- 13. قصة الحى الغربي
- مسرحية 1996
- 14. اغتيال
- فيلم 1996
- 15. لن أعيش في جلباب أبى
- مسلسل 1996 ميرفت أبنة الوزير
- 16. الحفار
- مسلسل 1996
- 17. لهيب الانتقام
- فيلم 1993
- 18. الوعد الحق
- مسلسل 1993
- 19. القضاء في الإسلام ج4
- مسلسل 1993
- 20. الشرس
- فيلم 1992 ابنة الصول بُرعي
- 21. مسجل خطر
- فيلم 1991
- 22. الوحش والطيب والشرس
- فيلم 1990 الفتاة في القلعة
- 23. المسحراتى الأصيل
- مسرحية 1989
- 24. بكيزة وزغلول
- مسلسل 1986 نادية
- 25. وكسبنا القضية
- مسلسل 1986
- يوميات زوجة مفروسة اوى

## الجوائز
- 2007 - جائزة أفضل ممثلة دور ثان عن دورها في مسرحية «كيد النسا».[1]

## روابط خارجية
- عبير عادل على موقع الدهليز
- عبير عادل على موقع قاعدة بيانات الأفلام العربية